# Berliner
Berliner je novinski format tipičnih mjera stranica 315 × 470 mm. Nešto je većih dimenzija od tabloida, te manjih dimenzija od cijelog formata. Neke od hrvatskih novina u berliner formatu su Večernji list, Jutarnji list, Slobodna Dalmacija i Novi list.

## Vanjske poveznice
- Newspaper Types and Formats  Arhivirana inačica izvorne stranice od 20. prosinca 2010. (Wayback Machine)